# Helsdorf (Burgstädt)
Helsdorf liegt nordwestlich Burgstädt ca. 20 km nördlich von Chemnitz (Sachsen) zwischen den Flüssen Zwickauer Mulde und Chemnitz. Seit 1. Januar 1974 ist die ehemalige Gemeinde Ortsteil der Stadt Burgstädt.

## Geschichte

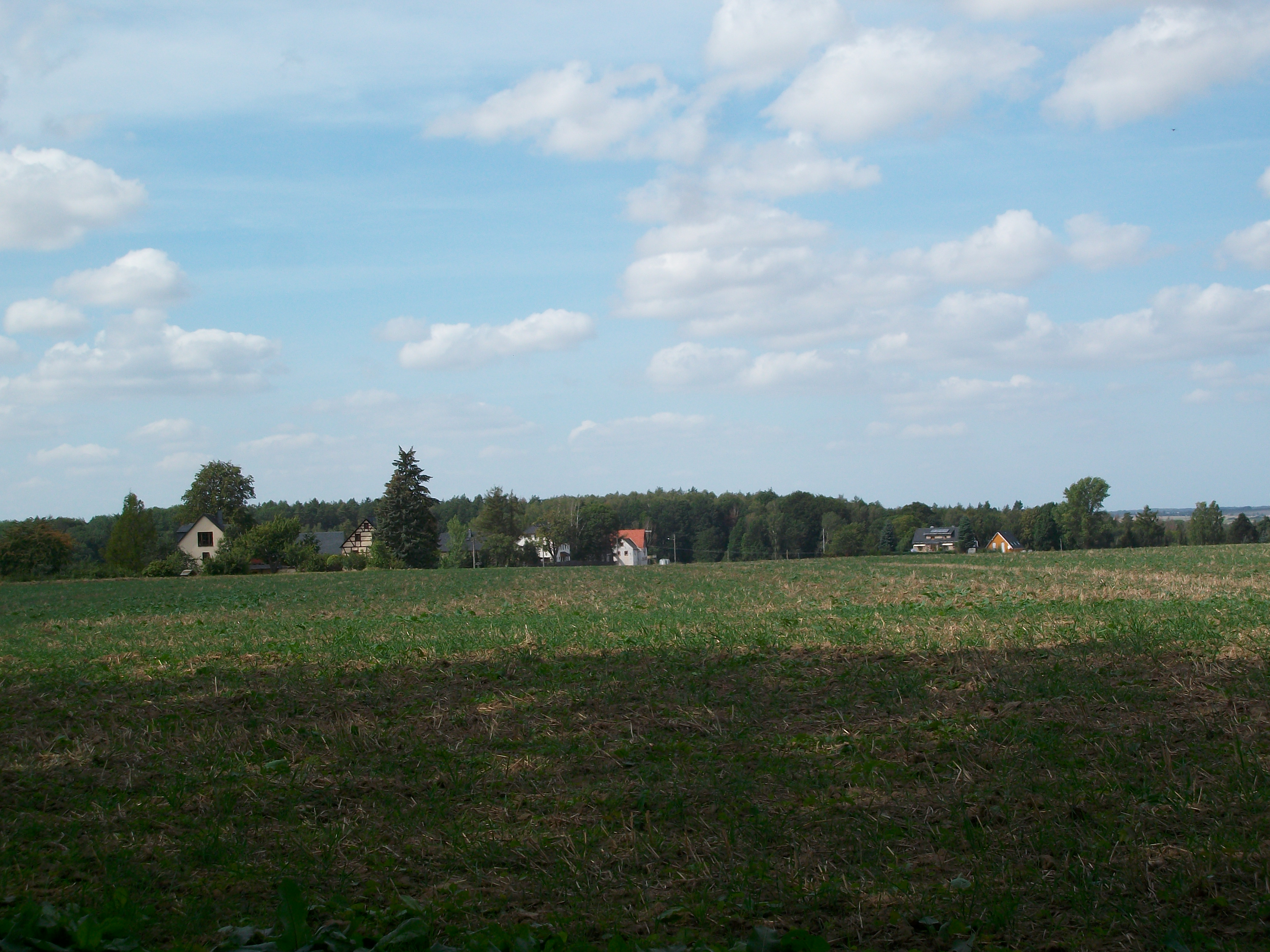
Blick auf Helsdorf

Im 12. Jahrhundert entstanden die heute nach Burgstädt eingemeindeten Waldhufendörfer Helsdorf, Burkersdorf, Göppersdorf, Heiersdorf und Mohsdorf. Auf der Höhe, rechts des Brauselochbachs befand sich die Kirche von Burkersdorf. Auf der sich nach Osten erstreckenden Pfarrhufe entstand ein Handelsplatz, der jetzige Marktplatz von Burgstädt, um den sich Handwerker und Händler ansiedelten. 
Die erste urkundliche Erwähnung erfolgte 1436 als Hellewigistorff oder Helbigistorff. Das Dorf gehörte ab 1551 zum Amt Rochburg und 1843 zum Amt Rochlitz. Am 1. Januar 1974 wurde Helsdorf mit Herrenhaide nach Burgstädt eingemeindet.